# سوتلانا زاخارووا
سوتلانا زاخارووا (انگلیسی: Svetlana Zakharova؛ زادهٔ ۱۰ ژوئن ۱۹۷۹) بالرین برجستهٔ روس و یکی از درخشان‌ترین چهره‌های باله معاصر است. او به عنوان پرایما بالرینا در باله بولشوی فعالیت می‌کند و به دلیل تکنیک بی‌نقص، انعطاف‌پذیری خیره‌کننده و اجرای احساسی، یکی از برجسته‌ترین رقصندگان باله در جهان محسوب می‌شود.
وی همچنین برندهٔ جوایزی همچون نقاب زرین، هنرمند مردمی فدراسیون روسیه، و هنرمند شایسته فدراسیون روسیه شده است.

## زندگی و آموزش
سوتلانا زاخارووا در لوتسک، اوکراین شوروی (امروزه اوکراین) متولد شد و در سن ۱۰ سالگی وارد آکادمی باله کی‌یف شد. استعداد فوق‌العادهٔ او باعث شد که در سن ۱۳ سالگی به آکادمی واگانوا در سن‌پترزبورگ، یکی از معتبرترین مدارس باله جهان، منتقل شود. تحت تعلیم اساتید برجسته‌ای مانند یلنا یِوْگِنیِوْنا وِچِسْلوا، زاخارووا توانست مهارت‌های خود را به سطحی استثنایی برساند.

## دوران حرفه‌ای
پس از فارغ‌التحصیلی در سال ۱۹۹۶، او به باله ماریینسکی (کایروف) پیوست و در مدت کوتاهی به عنوان پرایما بالرینا شناخته شد. او نقش‌های کلاسیکی مانند اودت/اودیل در "دریاچهٔ قو"، نیکیا در "بایادِر"، و ژیزل در "ژیزل" را با مهارتی خیره‌کننده اجرا کرد.
در سال ۲۰۰۳، زاخارووا به باله بولشوی پیوست و به یکی از چهره‌های شاخص این گروه تبدیل شد. اجراهای او در آثار کلاسیک و معاصر مورد تحسین منتقدان و تماشاگران در سراسر جهان قرار گرفته است.

## افتخارات و دستاوردها
زاخارووا جوایز متعددی را دریافت کرده است، از جمله:
- جایزه هنرمند مردمی روسیه (۲۰۰۸)
- جایزه دولتی روسیه برای دستاوردهای هنری
- نشان افتخار برای خدمات به میهن

او همچنین در صحنه‌های معتبر بین‌المللی مانند تالار لا اسکالا در میلان، اپرای پاریس و تئاتر رویال لندن به اجرا پرداخته و با بزرگ‌ترین کمپانی‌های باله دنیا همکاری کرده است.

## سبک و تأثیر
زاخارووا به دلیل تکنیک بی‌نظیر، خط‌های زیبا، انعطاف استثنایی و توانایی احساسی در اجرا، به عنوان یکی از بهترین بالرین‌های تاریخ شناخته می‌شود. بسیاری از منتقدان او را وارث سنت باله کلاسیک روسی می‌دانند و اجراهایش را با افسانه‌هایی مانند مایا پلیستسکایا و اولگا اسپسیوتسوا مقایسه می‌کنند.

## زندگی شخصی
سوتلانا زاخارووا علاوه بر فعالیت در باله، به عنوان نمایندهٔ فرهنگی در روسیه نیز فعالیت می‌کند و در حوزهٔ آموزش و حمایت از هنرهای نمایشی نقش دارد. او همچنین در هیئت داوران چندین مسابقهٔ بین‌المللی باله حضور داشته و به پرورش نسل‌های جدید رقصندگان کمک می‌کند.

## میراث
سوتلانا زاخارووا یکی از تأثیرگذارترین بالرین‌های معاصر محسوب می‌شود و نام او در تاریخ باله جاودانه خواهد ماند. او همچنان در صحنه‌های بین‌المللی می‌درخشد و به عنوان نمادی از باله کلاسیک روسی در سراسر جهان شناخته می‌شود.